# Wolds du Lincolnshire
Les Wolds du Lincolnshire (en anglais: Lincolnshire Wolds) sont une série de basses collines dans le comté du Lincolnshire, en Angleterre, qui s'étendent à peu près parallèlement à la côte de la mer du Nord, de l'estuaire de la Humber au nord-ouest jusqu'à la limite des Lincolnshire Fens au sud-est. Ils constituent une zone de beauté naturelle exceptionnelle (AONB) et répresentent le terrain le plus élevé de l'est de l'Angleterre entre le Yorkshire et le Kent.

## Géologie
Les Wolds sont constitués en grande partie d'une série de calcaires marins purs formés au cours de la période crétacée, connus collectivement sous le nom de groupe de la craie. La craie recouvre une série d'autres strates sédimentaires de la fin du Jurassique et du début du Crétacé. Les strates s'inclinent doucement vers l'est et forment un escarpement qui s'étend vers le sud-est de Barton-upon-Humber via Caistor avant de perdre son identité au nord de Spilsby. Au nord du Humber Gap, les mêmes formations continuent sous la forme des Wolds du Yorkshire.
Les nombreuses vallées sèches creusées dans le pendage sont généralement recouvertes de head, notamment d'argile, de limon, de sable et de gravier d'origine locale. Les vallées occidentales ont été créées au cours des périodes glaciaires récentes par l'action de l'eau sur le sol gelé, tandis que de nombreuses vallées à l'est représentent un drainage sous-glaciaire. Au cours de la dernière période glaciaire (Dévensien), la glace a empiété sur les Wolds depuis le nord-est et a pénétré dans la fente de l'Humber depuis l'est, mais n'a pas recouvert les Wolds, d'où l'absence de tillite glaciaire de l'ère Dévensienne sur ces collines. Cependant, une période glaciaire antérieure a laissé de vastes étendues de tillite dans les zones centrales et méridionales. Des sections de l'escarpement principal, notamment à Saxby All Saints et entre Nettleton et Walesby, ont été sujettes à des glissements de terrain.

## Géographie
Les Wolds sont constitués d'une série de collines basses entaillées par des vallées sèches ouvertes caractéristiques. Ils peuvent être divisés en quatre zones distinctes :
- la zone principale de collines crayeuses au nord,
- l'escarpement nord-ouest,
- une zone de crêtes et de vallées dans le sud-ouest,
- les terres argileuses au sud-est.

La réserve naturelle de Red Hill, près du village de Goulceby, est remarquable pour la couleur rouge inhabituelle de son sol et de la craie sous-jacente.
Wolds Top est le point le plus élevé de tout le Lincolnshire et est marqué par un point de repère juste au nord du village de Normanby le Wold, à environ 168 mètres au-dessus du niveau de la mer. 
Les principaux cours d'eau sont :
| nom       | longueur (km) | source    | élevation de la source(m) | embouchure                   | élevation de l'embouchure(m) | notes                                                          |
| --------- | ------------- | --------- | ------------------------- | ---------------------------- | ---------------------------- | -------------------------------------------------------------- |
| Bain      |               | Ludford   | 130                       | Witham, Dogdyke              | 2                            |                                                                |
| Great Eau |               |           |                           | Mer du Nord, Saltfleet Haven |                              |                                                                |
| River Lud |               |           |                           | Mer du Nord, North Cotes     |                              | Connue sous le nom de Louth Navigation depuis sa canalisation. |
| Lymn      |               | Belchford | 91                        | Mer du Nord, Gibraltar Point | 0                            |                                                                |
| Rase      |               | Tealby    | 118                       | Ancholme, Bishopbridge       | 6                            |                                                                |
| Waring    |               | Belchford | 100                       | Bain, Horncastle             | 28                           |                                                                |

## Protection
La plupart des Wolds du Lincolnshire sont déclarés un Area of Outstanding Natural Beauty (AONB) en 1973 et sont gérés par le Lincolnshire Wolds Countryside Service. L'AONB couvre 560 km2. Cependant, le Countryside Service reconnait un Lincolnshire Wolds Character/Natural Area plus large qui inclut l’AONB et les territoires voisins de la région géographique des Wolds au nord et au sud. 
Les limites de l'AONB des Wolds traversent les frontières des conseils du comté de Lincolnshire, du conseil de district de East Lindsey, du conseil de district de West Lindsey et du conseil de North East Lincolnshire. Sur les routes menant à l'AONB des Wolds, ses limites sont signalées par des panneaux touristiques comportant des collines et des arbres stylisés.

## Géographie du peuplement
Les Wolds du Lincolnshire sont peu peuplés et ont un caractère rural. Ils sont encerclés par plusieurs petites villes de marché qui se trouvent à leur périphérie :
- Alford
- Horncastle, annoncé comme la "porte d'entrée des Wolds", se trouve juste à l'extérieur de l'extrémité sud de l'AONB.
- Louth, la «capitale des Wolds»
- Market Rasen
- Caistor
- Spilsby

De nombreux noms de lieux dans les Wolds indiquent une forte influence viking dans l'histoire de la région. On y trouve également un grand nombre de "villages perdus" médiévaux, c'est-à-dire des établissements abandonnés en raison de changements dans l'utilisation des terres, de l'épuisement des sols et des maladies. 

## Tourisme
Plusieurs routes et chemins remarquables traversent les Wolds. Caistor High Street, le tracé d'une voie romaine et aujourd'hui le tracé de la B1225, va de Caistor à Baumber près de Horncastle. L'ancienne Bluestone Heath Road suit le tracé d'une ancienne route carrossable d'ouest en est à travers les Wolds, et plusieurs routes "A" traversent également l'AONB.
Les Wolds sont désormais promus en tant que destination touristique : le lien de la région avec le poète Alfred Tennyson (qui est né à Somersby) est exploité et les agriculteurs sont encouragés à se diversifier dans l'industrie du tourisme. Les routes des Wolds sont particulièrement appréciées des motard, et la région abrite Cadwell Park, l'un des meilleurs circuits de course du Royaume-Uni.
La région est également populaire auprès des randonneurs : le sentier de longue randonnée Viking Way part de Barton-upon-Humber dans le North Lincolnshire, traverse les Wolds et se rend dans le Rutland.